# Vieux-Port
Vieux-Port település Franciaországban, Eure megyében. Lakosainak száma 50 fő (2022. január 1.). Vieux-Port Petiville, Saint-Maurice-d’Ételan, Aizier és Trouville-la-Haule községekkel határos.

## Népesség
A település népessége az elmúlt években az alábbi módon változott:
| Lakosok száma | 76   | 56   | 42   | 64   | 51   | 47   | 46   | 48   | 48   | 50   |
|               | 1968 | 1982 | 1990 | 2006 | 2013 | 2015 | 2017 | 2019 | 2020 | 2022 |